# Ville Pokka
Ville Pokka, född 3 juni 1994 i Torneå, är en finländsk professionell ishockeyspelare som tillhör NHL-organisationen Ottawa Senators och spelar för deras primära samarbetspartner Belleville Senators i AHL.
Han har tidigare tillhört Chicago Blackhawks och spelat för deras farmarlag Rockford IceHogs i AHL.
Pokka blev draftad av New York Islanders i den andra rundan i 2012 års draft som nummer 34 totalt.

## Klubbar
- TIHC Moderklubb–2009
- Oulun Kärpät 2009–2014
- Chicago Blackhawks / Rockford IceHogs 2014–2018
- Ottawa Senators / Belleville Senators 2017–2018
- Avangard Omsk 2018–2022
- Färjestad BK 2022–2023
  -  ECH Biel 2023–2024